# Calderonella sylvatica
Calderonella es un género monotípico de plantas herbáceas perteneciente a familia de las poáceas. Su única especie, Calderonella sylvatica Soderstr. & H.F.Decker, es originaria de Panamá y Colombia.

## Taxonomía

### Etimología
El nombre del género fue otorgado en honor de C.E.Calderón, botánica argentina.